# Halifax Fisheries Commission
L'Halifax Fisheries Commission était un tribunal international créé par les gouvernements du Royaume-Uni et des États-Unis en 1877 en vertu des articles 22 et 23 du Traité de Washington (1871). 
Le but de la Commission était de déterminer le montant de la compensation, le cas échéant, à verser par les États-Unis au Royaume-Uni en vertu de l'article 18 du traité, en échange des privilèges de pêche pour les Américains dans les eaux atlantiques au large du Canada et de Terre-Neuve.

## Membres
La Commission était composée de trois membres. Le gouvernement britannique est représenté par Alexander Tilloch Galt, les États-Unis, par Ensign H. Kellogg (en) et la troisième personne par ailleurs président de la Commission est Maurice Delfosse, ministre belge aux États-Unis, nommé par l'ambassadeur d'Autriche-Hongrie au Royaume-Uni. 
Francis Clare Ford est l'agent représentant le gouvernement britannique. Dwight Foster es celui du gouvernement des États-Unis. 
Les avocats du gouvernement britannique sont :
- Joseph Doutre, de Montréal, Québec ;
- R. Thompson, de Saint-Jean (Nouveau-Brunswick) ;
- William Whiteway, de Saint-Jean de Terre-Neuve ;
- Louis Henry Davies, de Charlottetown, Île-du-Prince-Édouard ;
- Robert Weatherbe (en), de Halifax (Nouvelle-Écosse)[2].

William Henry Trescot (en) et Richard Henry Dana, Jr. sont les avocats des États-Unis devant la Commission.

## Bilan
Le 23 novembre 1877, la Commission rend sa décision. La majorité, composée de Delfosse et de Galt, statue en faveur du gouvernement britannique et décide que les États-Unis doivent payer au gouvernement britannique 5 500 000 $, en or, en compensation des droits de pêche américains dans les eaux de l'Amérique du Nord britannique. Le commissaire américain, Kellogg, a exprimé sa dissidence en déclarant que le traité conférait au gouvernement britannique des avantages plus importants que ceux conférés au gouvernement américain. Il s'est également demandé si la Commission pouvait rendre une décision contraignante à moins qu'elle ne soit unanime. Foster, l'agent américain, a alors enregistré une protestation formelle contre la décision non unanime.
Malgré la dissidence du commissaire américain et la protestation de l'agent américain, les États-Unis ont dûment payé la somme par l'intermédiaire du ministre américain au Royaume-Uni, John Welch.
Lorsque le traité fut plus tard dénoncé par les États-Unis, les négociations durent reprendre et un nouveau traité fut signé en 1888.
Le Traité et la Commission ont été des étapes notables dans la reconnaissance du Canada en tant que dominion autonome au sein de l'Empire britannique. Bien que la Commission ait été officiellement créée par le Royaume-Uni et les États-Unis, le commissaire britannique et quatre des cinq avocats représentant le gouvernement britannique étaient canadiens, le cinquième avocat étant un Terre-Neuvien.